# Pa de sègol
|  | Per a altres significats, vegeu «Pa negre». |

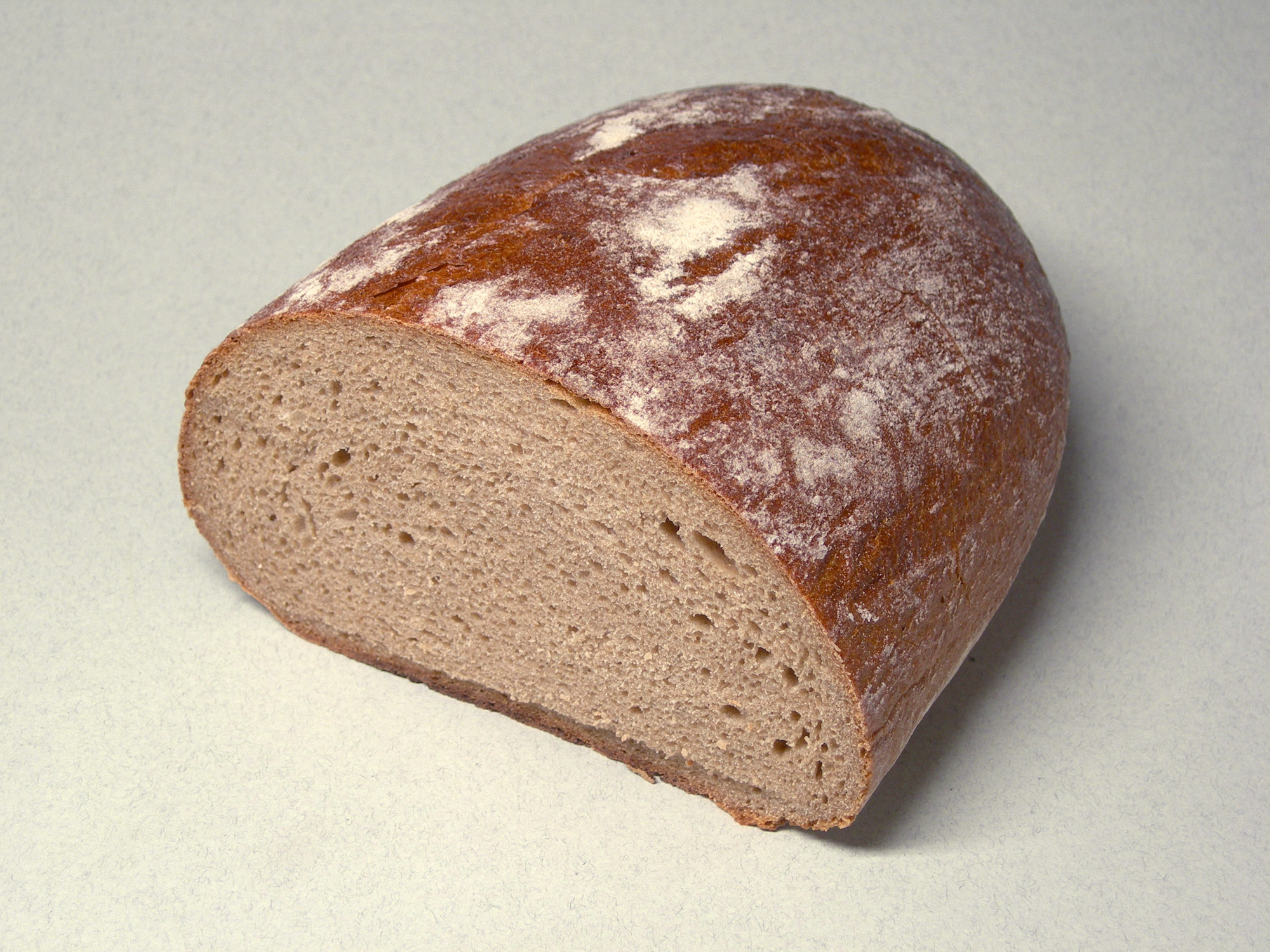
Pa de sègol corrent

El pa de sègol o pa negre és un tipus de pa fet amb farina provinent del sègol en diferents proporcions. Pot ser de color clar o fosc, segons el tipus de farina i l'addició d'agents colorants, i sempre resulta més dens que el pa fet amb farina de blat. Té més contingut de fibra alimentària que la majoria de tipus de pa i sovint és de color més fosc i de sabor més fort. De vegades se'l confon amb el pa de fajol.

## Història
El 500 dC, els pobles germànics saxons i danesos s'establiren a Gran Bretanya i hi introduïren el sègol adaptat als climes freds del nord. El pa fosc de sègol esdevingué majoritari en la dieta fins a l'Edat Mitjana. Molts diferents tipus de sègol es conreen a part d'Europa com Finlàndia, Dinamarca, Rússia, i els Països bàltics però el pa de sègol es va originar a Alemanya. A Finlàndia, Estònia, Dinamarca, Polònia, i Rússia, el pa de sègol és el més popular dels pans. Una dita actual a Alaska és "ous sobre sègol" ("eggs on rye") que es diu quan una cosa té un gust deliciós.
Actualment, encara, el pa de sègol és molt popular a Galícia i Portugal.

## La bioquímica del pa de sègol
El blat i el sègol són pròxims des del punt de vista genètic i fins i tot es poden hibridar formant-se el triticale. Però tenen substancials diferències en la seva bioquímica que afecten el procés de panificació. En concret l'amilasa -- mentre les del blat no són estables amb la calor i no tenen efecte en l'alt contingut que té el blat en gluten, l'amilasa del sègol roman activa a temperatures molt més elevades. Mentre el gluten del sègol no és particularment fort, la principal estructura del pa està basada en un complex de polisacàrid, incloent-hi midó del sègol i pentosa, i les amilases en la farina poden trencar l'estructura resultant, inhibint la pujada de la massa quan s'està fent el pa abans d'entrar al forn.
Hi ha dues solucions a aquest fet. La manera tradicional, l'acidificació, utilitza cultius de Lactobacillus en una massa fermentada per inactivar les amilases del sègol, les quals no poden funcionar en un ambient àcid, i ajuden a gelatinitzar els midons de la pasta mare. En els llocs on obtenir blat era impracticable a causa de les condicions de creixement marginals o altres causes, aquesta ha estat la tècnica més important per a fer els pans més lleugers. Uns altres productes que s'obtenen d'aquesta intencionat cultiu són l'àcid làctic i l'àcid acètic des dels bacteris de la massa fermentada, l'estàndard llevat de forner no s'utilitza sovint, des que se sap que Saccharomyces cerevisiae és bastant intolerant als ambients àcids. Els llevats del comerç poden, tanmateix, ser usats encara; les receptes que substitueixen l'àcid cítric o el vinagre i el llevat comercial pel cultiu de la pasta mare es fan servir a vegades en les fleques.) 
En els llocs on s'obté fàcilment blat dur (alt en contingut de gluten) la necessitat d'un complicat policultiu bacterià i de llevat pot ser sovint reduïda o eliminada afegint una gran proporció de farina de blat dur a la farina de sègol; el gluten afegit compensat per l'activitat de l'amilasa en el midó del pa, li permet retenir la seva estructura quan és cuit.

## Tipus

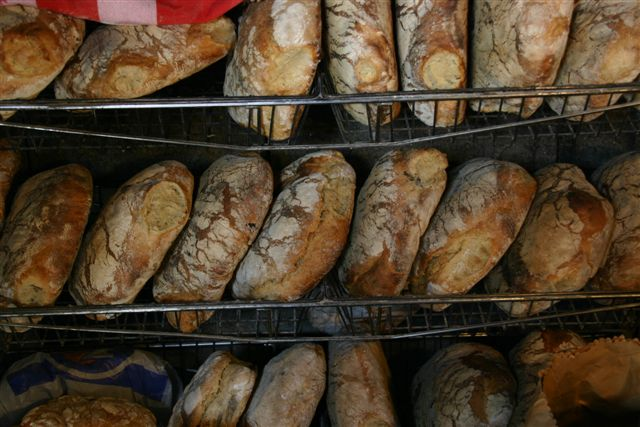
Pa de sègol de Chaves (Portugal)

El pa pur de sègol conté només farina de sègol sense gens de farina de blat. Això passa en el pa de sègol alemany conegut com a Pumpernickel que és molt fosc. Els pans de sègol i blat són més lleugers i més clars. El caramel o les melasses (com a colorants) i llavors de comí de prat s'afegeixen sovint al pa de sègol (això gairebé sempre en els Estats Units). També s'utilitzen altres productes afegits com fonoll, coriandre, etc.

### Aclariments
Un senzill pa de sègol, fet completament de sègol, es pot fer utilitzant una pasta mare fermentada d'arrencada i farina de sègol; no pujarà la massa tant com la de pa de blat, però estarà tou molt més temps. Aquests tipus de pa sovint es coneixen com a "pans negres, en part per tenir un color més fosc que el pa de blat (incrementat per la reacció de Maillard en la molla), i en part per la percepció d'un estatus social més baix que el pa de blat (que resultava abans més car).L'alemany Vollkornbrot ("pa de gra complet") n'és un bon exemple, contenint tant farina de sègol com grans triturats de sègol (posat abans en remull). És usat com un atraient substrat per al peix fumat i caviar i com a pa de sandvitx.

## Usos
El pa de sègol té l'avantatge respecte d'altres pans que es pot coure al forn durant tant de temps com es vulgui, perquè no es crema. Per aquest motiu sovint hom no dubta a fer-los cobrint-los bé en una capa gruixuda de farina de sègol, amb la seguretat que aquesta no es cremarà. Això fa que sigui relativament fàcil de fer a casa.
El pa de sègol és popular per a acompanyar embotits o fer entrepans en alguns països, com per exemple Alemanya. Als Estats Units, el sandvitx "pastrami on rye" és considerat un element representatiu de la influència de la cuina jueva de Nova York. Un altre aplicació molt important és en la producció de kvass, una beguda¨alcohòlica fermentada de molt baixa graduació d'origen rus molt consumida a països de l'est i el centre d'Europa.

## Influència a la cultura
Pa negre és una pel·lícula catalana escrita i dirigida per Agustí Villaronga i basada en la novel·la homònima d'Emili Teixidor.